# لويس تيرمان
لويس تيرمان (بالفرنسية: Louis Tirman)، ولد يوم 29 يوليو 1837، وكان الحاكم العام في الجزائر، الذي كان في الفترة الأطول.
تحصل على دكتورا في القانون.
- في بداية الحرب الفرنسية الألمانية 1870، كان يعهد بحكومة الدفاع الوطني، وإدارة القسم بعد وفاة المحافظ فوي.